# Grupo Anaya
Grupo Anaya es una editorial española controlada desde 2004 por el grupo francés Hachette Livre, perteneciente a su vez a la multinacional francesa Lagardère. Su actividad se centra en el negocio de los libros de texto, y engloba diferentes sellos editoriales y publicaciones.

## Historia

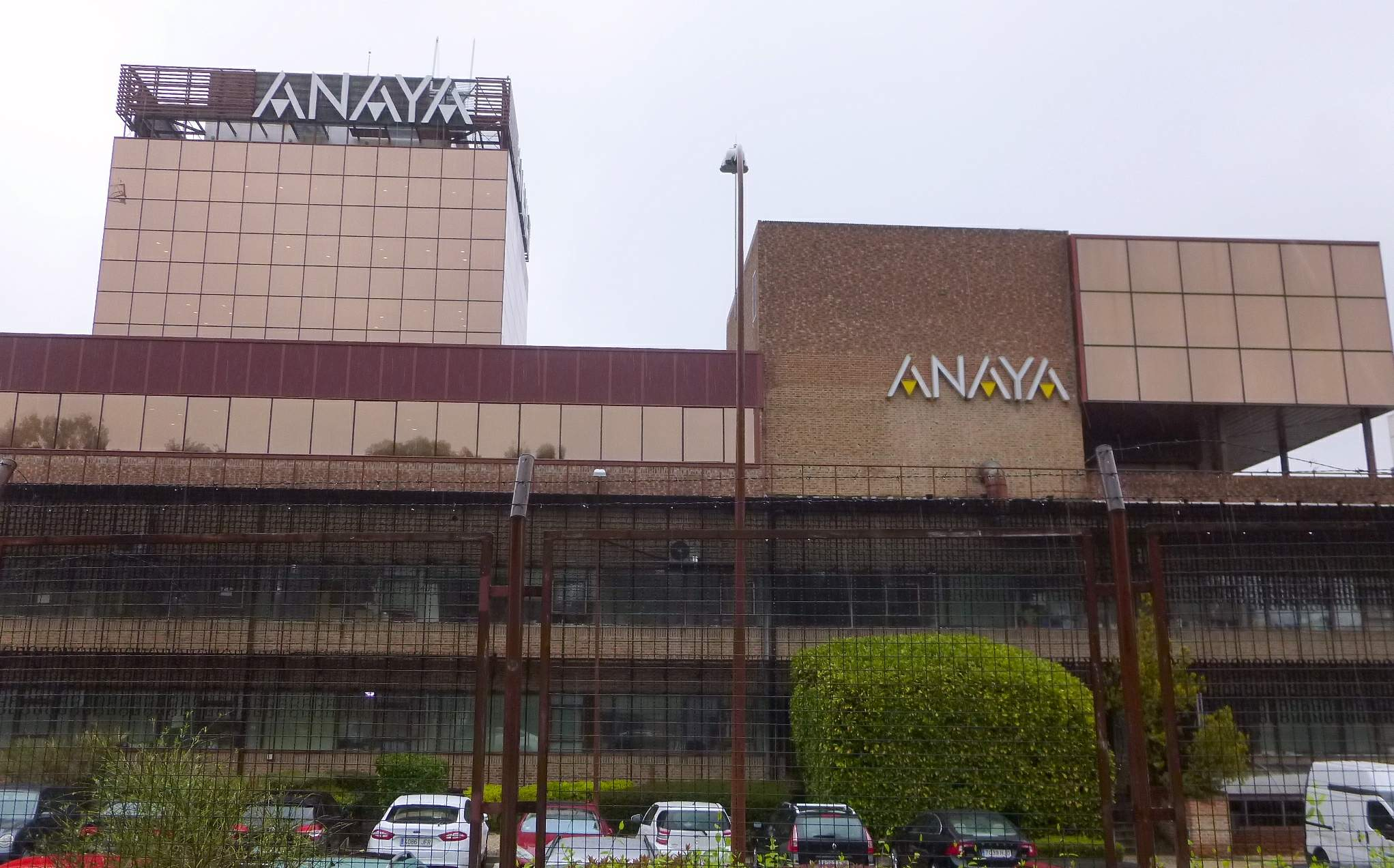
Antigua sede hasta 2021 del Grupo Anaya en la calle Juan Ignacio Luca de Tena de Madrid.

Ediciones Anaya nace en Salamanca en 1959, de la mano de Germán Sánchez Ruipérez. Sus primeras publicaciones se orientan al mundo educativo. Posteriormente, junto a los textos escolares irán apareciendo nuevas colecciones, que darán lugar a empresas especializadas. Así, del ámbito de las obras literarias, surgen, en 1973, Ediciones Cátedra (dirigida por Gustavo Domínguez) y Ediciones Pirámide (dirigida por Guillermo de Toca). 
El crecimiento continúa en 1979, año en que inicia sus publicaciones lexicográficas con el gran éxito del Diccionario Anaya de la Lengua, dirigido por Enrique Fontanillo Merino, y participa con Xulián Maure Rivas en la creación de Edicións Xerais de Galicia, empresa clave en el desarrollo de la cultura gallega. En 1980 se crea en Cataluña Editorial Barcanova, con fuerte presencia en el sector educativo y en el de las publicaciones generales. 
En 1981, Anaya adquiere Editorial Tecnos, prestigiosa empresa fundada en 1947, que cuenta con diversas colecciones. 
En 1984 se crea Anaya Multimedia, editorial que nace con el objetivo de desarrollar publicaciones en el terreno de la informática. 
En 1985 se funda Algaida Editores para el desarrollo de libros de texto y de literatura de la propia cultura andaluza. Ese mismo año, Anaya adquiere Biblograf, empresa editora de diccionarios Vox, atlas y grandes obras enciclopédicas, y compra CREDSA, empresa comercial que aporta una gran red de venta a crédito. 
En 1986 nace Eudema, con el objetivo de editar obras dirigidas al sector universitario. En 1988, se crea el Grupo Anaya, con el fin de integrar las distintas editoriales y empresas que han ido surgiendo a lo largo de casi tres décadas. 
En junio de 1989, Grupo Anaya adquiere Alianza Editorial, creada en 1965, y cuyo catálogo, interdisciplinar y representativo de cultura contemporánea, responde a una de las editoriales más prestigiosas y emblemáticas de lengua española. 
En 1993, Ediciones Anaya se transforma en Anaya Educación. En 1996, se crea en el País Vasco, una nueva editorial: Haritza. Desde fines de 1996, Grupo Anaya participa con un 45% en Ediciones Siruela, una de las más prestigiosas editoriales españolas de creación literaria.
En 1998, Vivendi adquiere la editorial a través de Havas. El conglomerado pasa a llamarse Vivendi Universal Publishing.
Grupo Anaya está integrado desde 2004 en el grupo Hachette Livre, perteneciente a su vez al grupo Lagardère.

## Editoriales del Grupo Anaya
- AdN, Alianza de Novelas
- Editorial Algaida
- Alianza Editorial
- Anaya Educación
- Anaya ELE
- Anaya Infantil y Juvenil
- Anaya Multimedia
- Anaya Touring
- Editorial Bóveda
- Editorial Bruño
- Cátedra
- Contraluz
- Edelsa
- Fandom Books
- Ediciones Pirámide
- Barcanova Editorial
- Editorial Patria
- Hachette Héroes
- Editorial Larousse
- Editorial Oberon
- Photoclub
- Editorial Salvat
- Tecnos
- Editorial Trotamundos
- Editorial Vox
- Xerais